# Antônio Luís von Hoonholtz
Antônio Luís von Hoonholtz, primeiro e único barão de Teffé com honras de grandeza (Itaguaí, 9 de maio de 1837 — Petrópolis, 6 de fevereiro de 1931) foi um nobre, militar, diplomata, geógrafo, explorador, político e literato brasileiro.
Almirante da Marinha do Brasil, é notado principalmente como herói da Guerra do Paraguai, e como pai de Nair de Tefé von Hoonholtz, primeira-dama do Brasil, esposa do marechal Hermes da Fonseca.

## Biografia

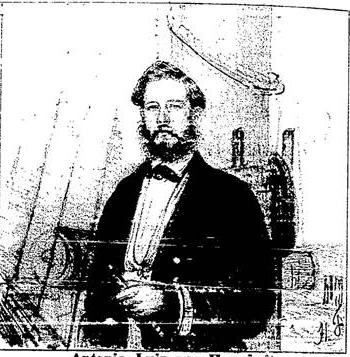
Antônio Luís von Hoonholtz, 1º tenente da armada e comandante da Canhoneira Araguari (por Henrique Fleiuss, publicado em Semana Illustrada, 1865).

Filho do conde Frederico Guilherme von Hoonholtz (oficial do Exército Brasileiro, de origem prussiana, recrutado no Primeiro Reinado) e da condessa Joana Cristina van Engel Alt von Hoonholtz, ingressou aos quinze anos de idade na Academia de Marinha. Assentou Praça de Aspirante a Guarda-Marinha em 1852 e, durante os anos de formação militar-naval na Academia de Marinha, realizou viagem de instrução a bordo da Corveta Bahiana. Foi nomeado guarda-marinha em 1854.
Foi promovido ao posto de Segundo-Tenente no ano de 1857, e exerceu seu primeiro comando, já como Primeiro-Tenente, em 1861, a bordo da Canhoneira Ativa. Oficial de destacada inteligência e notório interesse por questões afetas à ciência, em especial à hidrografia e astronomia, destacou-se em sua carreira tanto no aspecto militar-naval quanto na qualidade de hidrógrafo.  

Brasão de armas do barão de Teffé.

Como Primeiro-Tenente, comandou a Canhoneira Araguari, recebendo a tarefa de realizar o levantamento hidrográfico da Ilha de Santa Catarina, localidade considerada estratégica à época, devido à possibilidade de converter-se em local de apoio para eventuais ações no Rio da Prata. A bordo dela, von Hoonholtz se notabilizaria pelas ações empreendidas na Guerra do Paraguai, sobretudo na batalha naval do Riachuelo.
Por ocasião da Campanha da Guerra da Tríplice Aliança, em 1865, ainda na condição de comandante da Araguari, passou a integrar a Esquadra comandada pelo Almirante Francisco Manoel Barroso da Silva, a fim de atuar contra as forças paraguaias nas águas do Rio Paraná. Nessa campanha, cumpre ressaltar sua atuação à frente da Araguari: em Corrientes, nos combates em Riachuelo, nas passagens de Mercedes e Cuevas e, ainda, nas ações em Curuzu e Curupaiti. No ano de 1866, em Passo da Pátria, teve importante participação ao empregar seus conhecimentos hidrográficos para, junto a Arthur Silveira da Mota e Manoel Ricardo da Cunha Couto, sondar o Rio Paraná até Itati, a fim de subsidiar as decisões quanto ao melhor ponto para o desembarque das tropas aliadas em território paraguaio. Ocasião em que enfrentou o fogo da artilharia inimiga vinda do Forte de Itapiru.
Ainda no quadro das ações contra o governo paraguaio, ao comando do Encouraçado Bahia, rompeu, junto ao Monitor Alagoas, uma paliçada de madeira e ferro que bloqueava o Rio Paraguai diante da foz do Rio Tebiquari sob a proteção de 16 canhões inimigos postados às margens, em junho de 1867. E, ainda no Rio Tebiquari, bombardeou baterias paraguaias em apoio à entrada de monitores naquelas águas. Findas as hostilidades e já de volta ao Rio de Janeiro, receberia as insígnias de capitão-de-fragata em 1869.

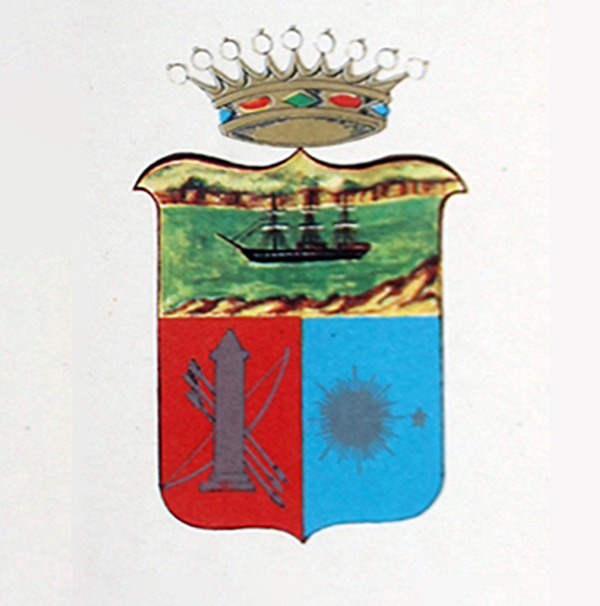
Brasão de armas recebido pelo barão de Teffé por ocasião de ter sido agraciado com as honras de grandeza em um segundo baronato. Esse brasão foi criado e desenhado pelo próprio barão de Teffé.

Após, aproximadamente, quatro anos de combate, feita a paz, foi incumbido da árdua missão de demarcar a linha fronteiriça com o Peru, nas nascentes dos Rios Japurá e Javari. Foram cerca de três anos de trabalho que vitimaram dezenas de membros da expedição chefiada por Hoonholtz, inclusive seu irmão mais velho. As nascentes dos referidos rios foram reconhecidas e o Brasil assegurou uma significativa extensão territorial. Ao retornar à Corte, em 1873, já como capitão de fragata, foi agraciado com o título nobiliárquico de Barão de Teffé em 11 de junho, título nunca antes concedido a um capitão-de-fragata. Posteriormente recebeu o segundo baronato, este com honras de grandeza, e o título de grande do Império.Três anos mais tarde, foi designado como o primeiro diretor da Repartição Hidrográfica. Pela sua atuação recebeu a medalha de prata do Riachuelo, a medalha do mérito militar e a medalha da campanha geral do Paraguai.
Promovido ao posto de Capitão de Mar e Guerra, em 1878, liderou o grupo de hidrógrafos brasileiros que observou a passagem de Vênus pelo disco solar na Ilha de São Tomás, no Caribe, em 1882. Realizando um trabalho reconhecido até os dias atuais por sua precisão. Em 1880, foi nomeado, por Aviso Ministerial do Império, do dia 20 de dezembro desse ano, Membro da Seção de História Civil, Eclesiástica e Militar da Comissão Organizadora da Primeira Sessão de Conferências de História e Geografia do Brasil. Almirante (chefe de divisão), em 1883, foi nomeado Veador da Casa Imperial no ano de 1886 e, em 1889, foi aceito como Membro da Academia de Ciências Francesa, na seção de Geografia e Navegação, por seu trabalho realizado no Alto Amazonas que definiu os limites fronteiriços entre Brasil e Peru. Primeiro sul-americano, além do próprio Imperador D. Pedro II, a receber tal reconhecimento. Recebeu a promoção a vice-almirante em 1891, quando foi transferido para a reserva. Em 1912, foi reformado no mesmo posto tornando-se almirante. Entre os anos de 1913 e 1915, cumpriu suas funções como Senador pelo Amazonas.
Logo nos primeiros meses após a Proclamação da República transferiu-se para a reserva da Marinha e, já no primeiro governo republicano, foi convidado para ocupar o cargo de Ministro Plenipotenciário de Primeira Classe do Brasil (Embaixador) na Bélgica, Itália e Áustria. 
No decorrer de sua vida, recebeu o grau de oficial das imperiais ordens do Cruzeiro e da Rosa, além de ter recebido a grã-cruz da Imperial Ordem de São Bento de Avis e da Ordem de Isabel a Católica. O barão Antônio Luís von Hoonholtz foi também veador da última imperatriz do Brasil, D. Teresa Cristina, pertenceu ao Instituto de França juntamente a D. Pedro II, foi membro Titular do Instituto Histórico e Geográfico Brasileiro, da Academia de Ciências de Madrid, da Sociedade de Geografia do Rio de Janeiro, da Sociedade de Geografia Comercial de Paris, do Conselho Diretor da Sociedade Central de Imigração do Trinity Historical Society (Dallas, Texas), e presidente da Sociedade de Geografia de Lisboa, no Rio, e da Liga Marítima Brasileira. Além de ter sido vice-presidente do Instituto Politécnico do Rio de Janeiro.

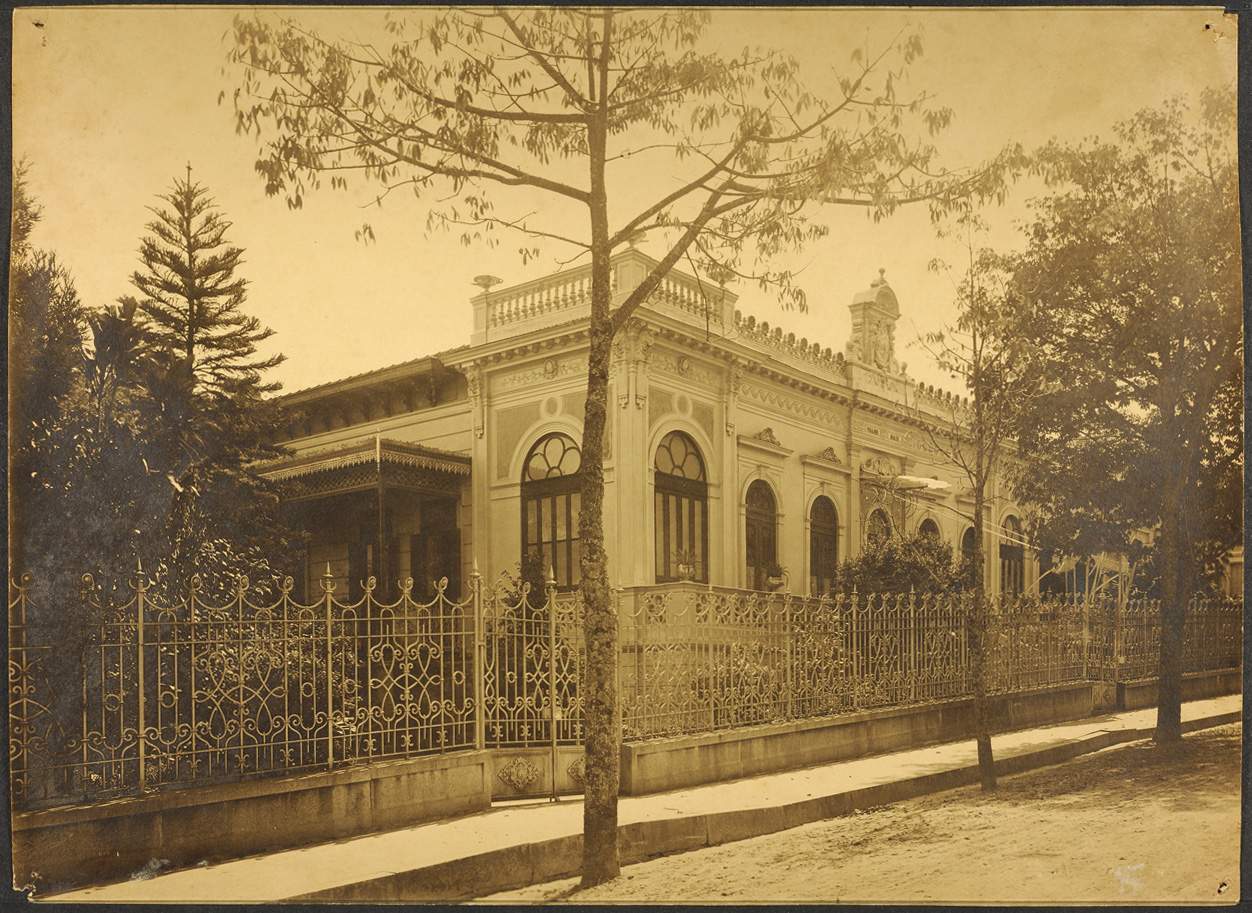
Villino Nair, residência do barão de Teffé em Petrópolis.

Foi o fundador e diretor do Serviço Hidrográfico do Império, e durante sua vida, exerceu os cargos públicos de diretor da hidrografia da marinha brasileira, membro do conselho diretor da Sociedade de Imigração, de chefe da comissão de demarcação de fronteiras com o Peru, de ministro plenipotenciário do Brasil na Bélgica, na Itália e na Áustria, e foi eleito senador do Brasil pelo Amazonas.
O barão de Tefé viveu os últimos anos de sua vida em Petrópolis, em um dos solares da rua Silva Jardim. Faleceu em 1931, pouco antes de completar 94 anos.
Como homenagem, o (H-42), um navio oceanográfico da Marinha do Brasil, recebeu a denominação de Navio Barão de Teffé.

## Carreira
- Praça de Aspirante a Guarda-Marinha: 18 de fevereiro de 1852
- Guarda-Marinha: 16 de novembro de 1854
- Segundo-Tenente: 22 de setembro de 1857
- Primeiro-Tenente: 02 de dezembro de 1860
- Capitão-Tenente: 21 de janeiro de 1867
- Capitão de Fragata: 02 de dezembro de 1869
- Capitão de Mar e Guerra: 07 de dezembro de 1878
- Chefe de Divisão: 09 de julho de 1883
- Vice-Almirante (reformado):  23 de maio de 1891
- Almirante (reformado): 07 de dezembro de 1912
- Transferência para Reserva: 01 de maio de 1890
- Reforma: 23 de maio de 1891

## Comissões
- Corveta Bahiana
- Corveta Viamão
- Vapor Camaquã
- Corveta Bahiana
- Brigue-Escuna Fidelidade
- Corveta Dona Isabel
- Canhoneira Campista
- Brigue Maranhão
- Canhoneira Iguatemi
- Corveta Bahiana
- Canhoneira Belmonte
- Canhoneira Araguari
- Brigue-Escuna Tonelero
- Corveta D. Pedro II
- Corveta Recife
- Escola Prática de Artilharia

## Medalhas e Condecorações
- Real Ordem Espanhola de Isabel a Católica (Comendador)
- Ordem Imperial do Cruzeiro (Oficial)
- Ordem de São Bento de Aviz (Grã-Cruz)
- Imperial Ordem da Rosa (Oficial)
- Medalha de Bronze do Mérito Militar
- Medalha de Prata do Combate Naval do Riachuelo
- Medalha de Bronze da Campanha do Paraguai
- Medalha de Ouro da Campanha Oriental
- Medalha de Prata de Campanha do Combate em Corrientes – Confederação Argentina

## Vida Política
- Colocado à disposição do Ministério dos Negócios Estrangeiros por Aviso do Ministro da Marinha de 18/01/1871 – Nomeado Chefe da Comissão de Limites com o Peru, em 21/01/1871.
- Agraciado com o título nobiliárquico de Barão de Teffé por Decreto de 11/06/1873.
- Incumbido, por Aviso do Ministério da Agricultura de 02/05/1877, de proceder estudos no Porto de Antonina e de propor meios para desobstruí-lo.
- Nomeado, por Aviso da Secretaria de Estado dos Negócios da Marinha de 20/06/1879 para a comissão solicitada pelo Ministério da Agricultura para verificar a procedência das alegações da United States and Brazil Mail Line sobre a impossibilidade da entrada no Porto do Maranhão de vapores com grande tonelagem.
- Baronato com Honras de Grandeza pelo Decreto de 10/03/1883, pelos distintos serviços que prestou a ciência nos trabalhos de observação da passagem de Vênus pelo disco solar.
- Nomeado Veador da Casa Imperial por título de 14/03/1886.
- Nomeado Embaixador (Ministro Plenipotenciário de Primeira Classe) do Brasil na Bélgica, Itália e Áustria.
- Senador federal pelo Estado do Amazonas.

## Obras Publicadas
- TEFFÉ, Antônio Luiz von Hoonholtz, Barão de. Arrasamento da laje submarina existente na entrada do Porto de Santos, Província de S. Paulo. Rio de Janeiro: Typographia Nacional, 1877.
- TEFFÉ, Antônio Luiz von Hoonholtz, Barão de.  Memórias do Almirante Barão de Teffé a Batalha Naval do Riachuelo: contada à família em carta íntima poucos dias depois d'esse feito pelo 1° Tenente Antônio Luiz von Hoonholtz. Rio de Janeiro: Garnier Irmãos, 1865.
- TEFFÉ, Antônio Luiz von Hoonholtz, Barão de.  Brasil berço da Sciencia Aeronáutica. London: Mary Frear Keeler, 1924.
- TEFFÉ, Antônio Luiz von Hoonholtz. Barão de. Compendio de hydrographia: approvado e adoptado pelo Conselho de Instrucção da Escola de Marinha, com approvação do governo. Rio de Janeiro: Typographia Perseverança, 1864.
- TEFFÉ, Antônio Luiz von Hoonholtz, Barão de.. Defeza do Barão de Teffé na questão Cirne Lima. Manaus: Tipografia de Gregorio Joze de Moraes, 1874.
- TEFFÉ, Antônio Luiz von Hoonholtz, Barão de. Em Terra e no Mar. 1912.
- TEFFÉ, Antônio Luiz von Hoonholtz, Barão de. Grande data a comemorar: 24 de julho de 1868. Petrópolis: Vozes, 1921.
- TEFFÉ, Antônio Luiz von Hoonholtz, Barão de. REBOUÇAS, André Pinto et HARGREAVES, Henrique Edmundo. Província do Paraná: demonstração da superioridade do caminho de ferro de Antonina a Curitiba perante o Instituto Polytechnico Brasileiro. Rio de Janeiro: Tipografia de G. Leuzinger & Filhos, 1879.
- TEFFÉ, Antônio Luiz von Hoonholtz, Barão de. Questão da abertura da Barra de Cabo Frio. Rio de Janeiro: J. De Oliveira, 1881.
- TEFFÉ, Antônio Luiz von Hoonholtz, Barão de. Relatorio dos trabalhos e estudos realizados na Bahia de Antonina. Rio de Janeiro: Typographia Nacional, 1877.

## Casamento e descendência

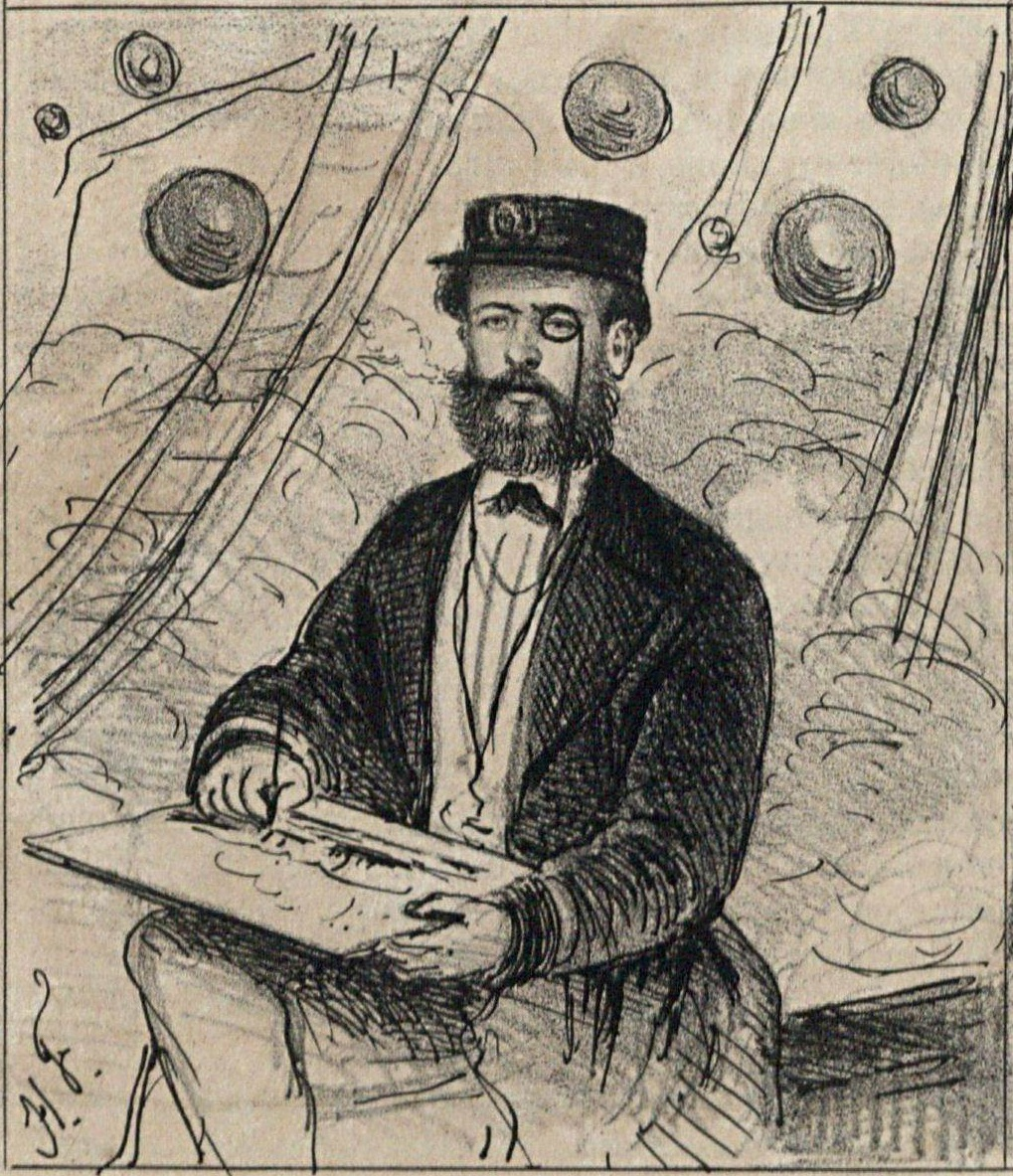
A. L. von Hoonholtz, comandante da Canhoneira Araguari, passando as baterias de Cuevas e desenhando-as (por Henrique Fleiuss, publicado em Semana Illustrada, 1865).

Casou-se aos 28 de março de 1868 com Maria Luísa Dodsworth, filha do inglês George John Dodsworth e de Maria Leocádia do Nascimento Lobo. Maria Luísa Dodsworth era irmã do 2.º barão de Javari, tia da condessa de Frontin, D. Maria Leocádia Dodsworth de Frontin, casada com o engenheiro Paulo de Frontin, conde de Frontin; e tia-avó de Henrique Dodsworth. Baronesa Maria Luísa pertencia a uma família tradicional do Rio de Janeiro. Tiveram quatro filhos:
- Nair de Tefé von Hoonholtz, considerada por Hermes Lima e por artistas e intelectuais, a primeira mulher caricaturista do mundo. Foi primeira-dama do Brasil, como esposa do presidente Hermes da Fonseca. Além de ter sido uma conceituada cantora, pianista e pintora.
- Álvaro de Tefé von Hoonholtz, oficial de registro de títulos e secretário da Presidência da República, foi o fundador da inovadora Revista da Semana - que posteriormente seria incorporada ao Jornal do Brasil -.[13][14][15][16][17][18]
- Oscar de Tefé von Hoonholtz, embaixador do Brasil.
- Otávio de Tefé von Hoonholtz, diplomata e escritor.[19][20]

Seu neto, Manuel de Teffé, filho de Oscar de Teffé, foi embaixador do Brasil e piloto de corrida de carros. Quando regressou da Europa, onde teve alguns êxitos neste esporte, teve a ideia de trazer para o Brasil o circuito de corridas de automóvel, a fim de promover o evento internacionalmente. A ideia foi aceita e levada ao então presidente da República, Getúlio Vargas, que prometeu todo o apoio. Na temporada oficial de turismo de 1933, o Automóvel Clube do Brasil promoveu o circuito Niemeyer–Gávea, com o título "1.º Prêmio Cidade do Rio de Janeiro", no domingo 1.º de outubro, que contou com a participação do piloto Chico Landi.
Um bisneto do barão de Tefé foi o ator ítalo-brasileiro Anthony Steffen, filho de Manuel de Tefé, tendo nascido na embaixada do Brasil em Roma, no Palácio Pamphilj. E um sobrinho-bisneto foi o jurista e político brasileiro Darcy von Hoonholtz, deputado estadual à Assembleia Legislativa do Estado do Rio Grande do Sul